# Библеистика
Библеистиката e научна дисциплина, която изучава различните аспекти на Библията, като използва теоретични и методологични средства на различни науки, като филология, археология, история, текстология, литературна критика.